# Romneya
La amapola blanca en México o matilija poppy, o tree poppy en California, es una amapola nativa del Sur de California y del  Norte de México, perteneciente al género Romneya de la familia  (Papaveraceae).

## Descripción
Son arbustos perennifolios con un tallo leñoso. Pueden alcanzar una altura de 250 cm  y una anchura de 1 m , con las flores hasta 13 cm de diámetro. 
Las hojas de color verde plateado están profundamente hendidas, con una pequeña franja de pelos en el margen. 
Son notables por sus grandes flores blancas con los centros de color amarillo intenso, floreciendo en verano. Estas plantas prefieren un lugar cálido y soleado y suelo fértil, con buen drenaje de agua. No se cultivan fácilmente, y cuando se desarrollan también son difíciles de quitar.

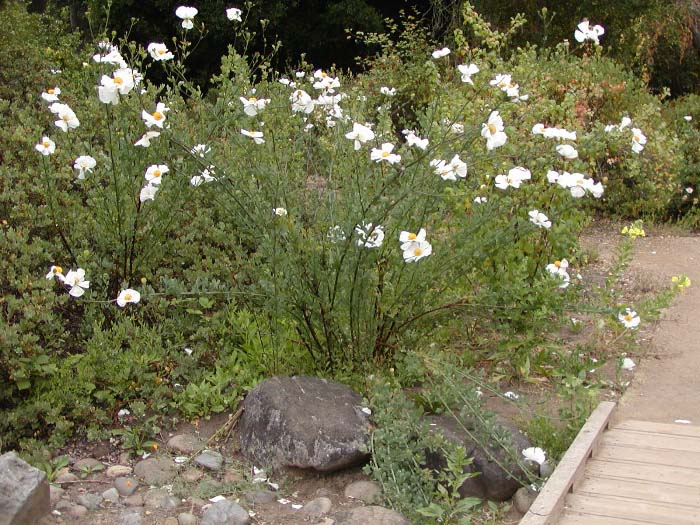
Matilija poppy en el Strybing Arboretum, San Francisco.

## Taxonomía
El género fue descrito por William Henry Harvey y publicado en London Journal of Botany 4: 75–76, pl. 3. 1845.
Etimología
Romneya: nombre genérico nombrado por la planta Romneya coulteri, la amapola Matilija, a la que se le quiso dar un nombre originalmente por el Dr. Thomas Coulter que fue quien primero la descubrió, pero el nombre Coulteria era un género ya establecido, por lo que decidió honrar a su gran amigo y compatriota irlandés Dr. Thomas Romney Robinson (1792-1882), un astrónomo destacado, para el género, y la del Dr. Coulter para la especie, y al hacerlo, vincular sus nombres para siempre.
Sinonimia
var. trichocalyx (Eastw.) Jeps.
- Romneya trichocalyx Eastw.[3]